# José Ilson dos Santos
José Ilson dos Santos (Nossa Senhora da Glória, 28 november 1975), ook bekend onder de naam Taílson, is een Braziliaans voetballer.